# Brun sammetslöpare
Brun sammetslöpare (Chlaenius tristis) är en skalbaggsart som först beskrevs av Johann Gottlieb Schaller 1783.  Brun sammetslöpare ingår i släktet Chlaenius, och familjen jordlöpare. Enligt den finländska rödlistan är arten starkt hotad i Finland. Enligt den svenska rödlistan är arten nära hotad i Sverige. Arten förekommer i Götaland, Öland och Svealand. Arten har tidigare förekommit på Gotland och Nedre Norrland men är numera lokalt utdöd. Artens livsmiljö är strandängar vid sötvatten.

## Bildgalleri

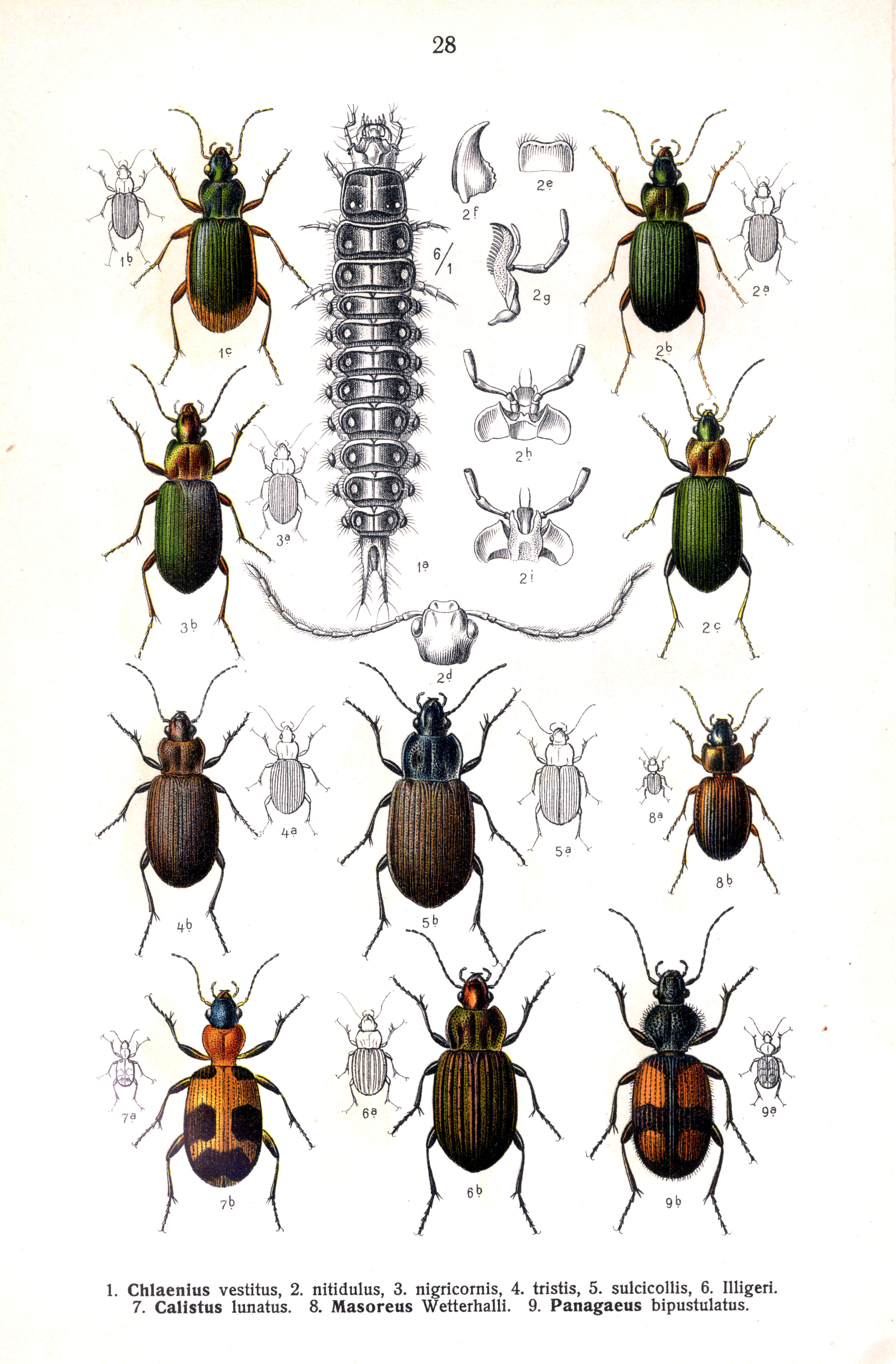